# Малиновка (Новосибирский район)
Малиновка — посёлок в Новосибирском районе Новосибирской области России. Входит в состав Берёзовского сельсовета.

## География
Площадь посёлка — 21 гектар.

## Население
| 2002 | 2007 | 2010 |
| ---- | ---- | ---- |
| 152  | ↗167 | ↘136 |

## Инфраструктура
В посёлке по данным на 2007 год функционирует 1 учреждение здравоохранения.